# Toxophora albivittata
Toxophora albivittata är en tvåvingeart som beskrevs av Wray Merrill Bowden 1964. Toxophora albivittata ingår i släktet Toxophora och familjen svävflugor. Inga underarter finns listade i Catalogue of Life.